# 日內瓦鎮區 (明尼蘇達州弗里伯恩縣)
日內瓦鎮區（英語：Geneva Township）是位於美國明尼蘇達州弗里伯恩縣的一個行政鎮區。

## 地方資料
日內瓦鎮區的面積為92.06平方千米，當中陸地面積為85.66平方千米，而水域面積為6.40平方千米。根據2020年美國人口普查的數據，當地共有人口437人，而人口密度為每平方千米4.75人。